# Yehuda Bibas
Yehuda Arye Leon Bibás (în engleză  - Judah Bibas, în ebraică יהודה אריה ליאון ביבאס, n. circa 1789 Gibraltar – d.6 aprilie 1852 Hebron, Palestina, Imperiul Otoman) a fost un rabin, cabalist și medic evreu sefard originar din Gibraltar, care a activat la Livorno, în Italia (Marele Ducat al Toscanei), și ca rabin al evreilor din Corfu, Grecia, pe atunci sub protectorat britanic, unul din precursorii sionismului modern.

## Biografie
Bibás s-a născut în 1789 în colonia britanică Gibraltar ca fiu al unei familii sefarde, evrei descendenți ai celor izgoniți din Spania în anul 1492 și care au găsit pentru o bucată de timp azil în Maroc. Unul din străbunii săi materni a fost rabinul Haim Ibn Attar (1696 - 1743). Tatăl său, Shmuel Bibás , învățat, cantor (Hazan) și poet liturgic, era urmașul unei dinastii de rabini din Tetouan care a emigrat în Gibraltar  prin anul 1759, după un pogrom împotriva evreilor care s-a produs în urma invadării orașului de către Spania. Bibás a studiat în copilărie în Gibraltar, iar după moartea tatălui sau, s-a mutat în orașul italian Livorno, în Marele Ducat al Toscanei, unde locuia bunicul său matern . La Livorno exista o comunitate evreiască prestigioasă. Bibas a primit acolo o solidă educație iudaică și generală, învățând și medicina. Apoi s-a întors la Gibraltar unde a deschis o școală religioasă superioară iudaică - ieshivá. Școala sa a fost frecventată de elevi din Anglia, Italia și Africa de Nord. 
În 1810 Bibás a vizitat prima dată Londra unde l-a întâlnit pe faimosul om de afaceri și filantrop Sir Moses Montefiore. El a găzduit adesea și a fost în legătură cu emisari ai comunităților evreiești din Palestina care veneau la Livorno - precum Shlomo Zalman Tzoref, care a acționat pentru numirea lui Bibás ca rabin sefard al Amsterdamului, Israel Moshe Hazan, și rabinul Yehuda din Ragusa.  
Rabinul Bibás vorbea fluent engleza, spaniola, italiana și ebraica, și în afara sarcinilor de rabin, se îndeletnicea și cu practica medicală.
În 1831 el a fost numit șef rabin al evreilor „italieni” din Corfu. 
In aceasta calitate a condus instituții scolare și a supravegheat din punct de vedere al ritualului alimentar iudaic (kashrut) calitatea fructelor de chitră (etrog), utilizate de evrei în sărbătoarea Sukkot și care erau un însemnat obiect de export al insulei.

### Activitatea pre-sionistă
În anii 1839-1840 Bibás a întreprins o călătorie prin Europa. În cursul vizitelor în numeroase comunități evreiești pe continent  (în Turcia, Balcani, la Viena, în Germania, Ungaria, la Praga etc)
El i-a chemat pe evrei să plece in Palestina și să se stabilească acolo. El a fost unul din primii rabini purtând acest mesaj. Planul său era de a-i convinge pe evreii din întreaga lume de a veni în Palestina, de a cuceri tara din mâinile Otomanilor și de a pune acolo bazele unei societăți evreiești renăscute.
În acelaș an l-a întâlnit la Zemun pe Yehuda Alkalai, care i-a devenit discipol. Bibás a chemat la abolirea obiceiului „haluká” de a intreține pe evreii palestinieni din pomeni din întreaga lume evreiască și la reabilitarea  acestora prin muncă și auto apărare.

### Emigrarea în Palestina
În 1852, la un an după moartea soției, Rahel, Bibás s-a stabilit în Palestina, fiind întâmpinat acolo de discipoli de-ai săi din Jaffa. Apoi s-a așezat la Hebron, unde a întemeiat o școală religioasă (midrash) și o mare bibliotecă. El a murit în mod subit la 63 ani, la două luni după sosirea în Palestina și a fost înmormântat în vechiul cimitir evreiesc din Hebron, astăzi în sectorul C din Teritoriile Palestiniene.
După câte se pare, copiii săi, Haim și Yehoshua  , au decedat în timpul vieții sale. Colecția lui de cărți iudaice a trecut după moartea sa în patrimoniul Școlii religioase sefarde „Kolel Hasfaradim” din Hebron.

## Învățătura lui
Rabinul Bibas a fost o figură ieșită din comun printre rabinii din epoca sa. El gândea că efortul spiritual Teshuvá necesar pentru mântuire nu stă în posturi, pocăință și rugăciuni, ci in revenirea concretă a evreilor în Țara Israelului (Palestina istorică).
Asemenea cu discipolii rabinului Gaon Eliyahu din Vilna (Hagra), Bibas era de părere că trezirea cerului depinde în mare măsură de trezirea oamenilor din lumea de jos în ceea ce privește viitoarea mântuire a poporului Israel.
Bibas a fost inspirat și de pilda războiului de eliberare a poporului elen de sub jugul Imperiului Otoman (1821-1832) și credea că și evreii vor trebui să elibereze Palestina prin mijloace militare din mâinile Imperiului Otoman.
Călători scoțieni, Andrew Bonar și Robert Murray M'Cheiyne, care l-au cunoscut au povestit ca Bibás le-a spus ca evreii trebuie să se perfecționeze în științe și în mânuirea armelor pentru a smulge Palestina de sub stăpânirea turcească sub conducerea Mântuitorului, așa cum au făcut elenii.
Bibás a scris o culegere de poezii, poeme liturgice și rugăciuni, precum și sentințe religioase care au rămas înscrise în registrul comunității evreiești din Corfu. Nu au rămas de la el alte cărți scrise.
Discipolul său, rabinul Yehuda Alkalai a fost și el unul din precursorii sionismului. El a emigrat în Palestina otomană în anul 1874 și a continuat mostenirea spirituală lui Bibás .

## In memoriam
- Comunitatea evreilor din Hebron obișnuia să prăznuiască anual amintirea rabinului Bibás în noaptea sărbătorii de Iom Kipur.
- O stradă în cartierul Nahlaot din Ierusalim, în Israel, îi poartă numele.